# 구골플렉스
구골플렉스는 10의 구골 제곱({\displaystyle 10^{googol}})을 나타내는 수의 단위이다. 즉, 1 뒤에 0이 10100개(구골 개) 이어진 수에 해당한다.

## 기원
1940년, 미국의 수학자 에드워드 캐스너의 9살 짜리 조카 밀튼 시로타가 "구골"이라는 단어를 만들어냈다. 밀튼은 이 단어에 착안하여 새로운 구골플렉스라는 단어를 "1 뒤에, 쓰다가 네가 지칠 때까지 0이 이어지는 수" 라고 정의하였다. 이후 캐스너는 보다 수학적인 정의 방법을 적용하기로 마음먹었는데, 이는 "사람들이 저마다 0을 쓰다가 지치기까지 걸리는 시간이 다른 데다, 단지 지독한 끈기로 0을 더 많이 쓸 수 있다는 이유만으로 카네라 (이탈리아의 권투 선수) 가 아인슈타인 박사보다 더 위대한 수학자일 수는 없기 때문"이었다.

## 수의 규모
미국 공영방송 PBS의 과학 프로그램 Cosmos: A Personal Voyage 의 제9화 "별들의 인생 (The Lives of the Stars)" 에서, 천문학자이자 방송인인 칼 세이건은 구골플렉스를 숫자로 적기 위해서는 ("10,000,000,000..." 과 같이) 온 우주보다도 더 큰 공간을 필요로 하기 때문에 물리적으로 가능하지 않을 것이라고 예측하였다.
만일 부피가 1L인 종이 책에 '0'을 1행당 50개, 1페이지에 25줄로 총 400페이지에 걸쳐 적는다면, 대략 5×105 개의 '0'을 적을 수 있으며, 즉 1cm3 당 10개의 '0'이 적힌 것과 같다. 한편, 우리가 관측 가능한 우주의 넓이는 직경 930억광년의 구체로서 대략 3×1080m3로 여겨진다. 즉, 온 우주가 '0'이 적힌 종이로 가득 채워져 있다고 해도, 불과 3×1087개의  '0'만을 적을 수 있다는 게 되는데, 이는 구골 개에 한참 못 미치는 개수이다. 설사 온 우주의 모든 기본입자 (소립자)를 '0'을 적는 데 쓴다고 해도, 관측 가능한 우주 전체에 존재하는 기본입자의 수조차 2.5×1089개에 불과하다. 기본입자를 모두 원하더라도 우주의 넓이가 지금의 4백억배 더 넓어져야만 구골플렉스를 표기할 수 있는 것이다. 따라서, 구골플렉스를 '0'을 적는 방법으로 적는 것은 온 우주를 총 동원하여도 불가능하다 할 수 있다.
이 수를 적는 데 필요한 시간 또한 어마어마할 것이다. 어떤 사람이 1초에 두 글자를 적을 수 있다면, 1.51×1092년이 걸려야 구골플렉스를 다 적을 수 있으며, 이는 우주의 나이의 1.51×1010년의 1082배다.
2001년의 연구에 따르면, 구골플렉스를 마이크로소프트 워드 문서에 적을 경우 문서 파일을 저장하는 데에 20조 (20,000,000,000,000) 기가바이트가 필요하다고 한다.(20조 기가바이트 = 2 엑사바이트).
또 다른 관점에서 보면, 만일 구골플렉스를 사람이 읽을 수조차 없는 1포인트 크기로 인쇄 한다고 할 경우, TeX의 표준 1포인트 글자는 개당 0.35145989mm의 글자폭을 가지므로, 한 줄로 인쇄하면 약 3.5×1096 미터 길이가 된다. 이 또한 관측 가능한 우주의 직경인 약 8.80×1026 미터 (930억 광년)를 아득히 초과한다.
1구골조차도 관측 가능한 우주에 존재하는 모든 수소원자의 개수 (약 1079 에서 1081개 사이) 보다 클 것으로 여겨진다. 1구골은 또한 대폭발 이후의 시간을 플랑크 시간 단위로 잰 것 (8 × 1060) 보다도 큰 수이다.
따라서 실제 세계에서 구골플렉스에 비견할 만한 숫자를 찾는 것은 대단히 어렵다. 양자상태 및 블랙홀 분석에 있어서, 물리학자 돈 페이지는 "태양과 같은 질량의 블랙홀에서 어떤 정보가 소실되는지 여부를 실험을 통해 가리자면 (중략) 어림잡아 101077 번 이상의 계산을 통해서만 블랙홀 증발 이후의 밀도 분포를 대략적으로나마 계산할 수 있다." 고 저술한 바 있다.
또 다른 글에서는, 돈 페이지는 어떤 블랙홀의 상태량 (State function) 이 구골플렉스 단위로 표기되려면 블랙홀의 질량이 안드로메다 은하 전체와 같은 정도여야 한다고 저술하였다.
순수수학에서, 구골플렉스의 양은 다른 거대수 표기법 (테트레이션(tetration), 커누스 윗화살표 표기법(Knuth's up-arrow notation), 스타인하우스-모저 표기법(Steinhaus-Moser notation), 콘웨이 연속 화살표 표기법(Conway chained arrow notation)) 등과 연계하여 사용되곤 한다.
구골플렉스보다 더 큰 수로는, 수학 사상 실제로 사용된 최대의 자연수로 간주되는 그레이엄 수 등이 꼽힌다.

## 수치해석
{\displaystyle \mathrm {Googol} _{(n)}=n^{(n^{2})}}
{\displaystyle \mathrm {Googol} _{(2)}=2^{(2^{2})}=2^{4}=1{\mathpunct {.}}00{\mathpunct {.}}00_{(2)}=16_{(10)}}
{\displaystyle \mathrm {Googol} _{(3)}=3^{(3^{2})}=3^{9}=1{\mathpunct {.}}000{\mathpunct {.}}000{\mathpunct {.}}000_{(3)}=19{\mathpunct {.}}683_{(10)}}
{\displaystyle \mathrm {Googol} _{(4)}=4^{(4^{2})}=4^{16}=1{\mathpunct {.}}0000{\mathpunct {.}}0000{\mathpunct {.}}0000{\mathpunct {.}}0000_{(4)}=4{\mathpunct {.}}294{\mathpunct {.}}967{\mathpunct {.}}296_{(10)}}
{\displaystyle \mathrm {Googol} _{(10)}=10^{(10^{2})}=10^{100}}

## 구골플렉시안
구골플렉시안(Googolplexian), 구골듀플렉스(Googolduplex), 구골플렉스플렉스(Googolplexplex)는 10구골플렉스 = {\displaystyle 10^{10^{10^{100}}}}에 해당하는 수이다. 1 다음에 0이 구골플렉스(1010100)개 있다.

## 같이 보기
- 큰 수
- 그레이엄 수